# Lamprohiza paulinoi
La luciérnaga de gafas grande (Lamprohiza paulinoi) es una especie de coleóptero de la familia Lampyridae. Es una especie presente en la península ibérica.